# Christian von Gehren
Christian von Gehren (* 21. Mai 1972 in Essen) ist ein deutscher Dirigent.

## Leben
Christian von Gehren studierte Dirigieren, Klavierspiel und Musiktheorie an der Hochschule für Musik Karlsruhe und an Det Kongelige Danske Musikkonservatorium in Kopenhagen. An beiden Hochschulen schloss er sein Studium mit Auszeichnung ab. Seine Dirigierlehrer waren Wolf-Dieter Hauschild  und Michel Tabachnik. 1993 debütierte von Gehren als Operndirigent mit Webers Der Freischütz bei den Schlossfestspielen Zwingenberg. Als Student war er Korrepetitor und Assistent von Ulf Schirmer, Alberto Zedda und Marcello Viotti.
Von 2001 bis 2003 war von Gehren als Dirigent und musikalischer Assistent des Intendanten für die musikalische Leitung der Oper Leipzig verantwortlich. Er baute das Ensemble neu auf und führte (außerplanmäßig) Mendelssohns einzige Oper Die Hochzeit des Camacho mit dem Gewandhausorchester Leipzig konzertant auf. Seit 2004 freischaffender Künstler,  gastierte er beim Musiktheater Malmö, beim Münchner Rundfunkorchester, an der Oper Dortmund und der Oper Thessaloniki.
2005 leitete er Bohuslav Martinůs Oper Griechische Passion bei einem Gastspiel des Royal Opera House Covent Garden in Brünn. Seit 1999 verbindet von Gehren eine enge Zusammenarbeit mit den Bregenzer Festspielen: Dort leitete er zuletzt die Wiener Symphoniker in einer Aufführungsserie von  Puccinis Tosca.
Das Schleswig-Holstein Musik Festival, die Königliche Oper (Kopenhagen), die Opéra National de Montpellier, die Opéra de Nice und – im Rahmen einer mehrjährigen Zusammenarbeit – die Opéra de Marseille engagierten ihn. Mit zeitgenössischem Repertoire konzertierte er mehrfach mit dem norwegischen Ensemble BIT20 beim Bergen International Festival. Von 2010 bis 2015 war Christian von Gehren bei den Carl Orff-Festspielen Andechs tätig. Unter seiner Leitung entstand die Ersteinspielung der Musik zu Shakespeares Sommernachtstraum von Carl Orff. Die Carl-Orff-Stiftung verlieh ihm 2016 den Carl Orff-Preis. Seit dem Wintersemester 2016/17 hat er an der Robert Schumann Hochschule Düsseldorf einen Lehrauftrag für Dirigieren. Seit 2017 ist er in Småland Chefdirigent der Jönköping Sinfonietta.